# X Microscopii
X Microscopii är en pulserande variabel av Mira Ceti-typ  i stjärnbilden Mikroskopet.
Stjärnan varierar mellan visuell magnitud +8,76 och ungefär 14,7 med en period av 239,8 dygn.